# Tildenville
Tildenville – jednostka osadnicza w Stanach Zjednoczonych, w stanie Floryda, w hrabstwie Orange.